# Бидлоо, Говерт
Говерт (Готфрид) Бидлоо (нидерл. Govert Bidloo; 1649—1713) — голландский естествоиспытатель, медик, анатом, хирург и педагог; член Лондонского королевского общества и Амстердамской гильдии хирургов; доктор медицины, ученик Фредерик Рюйша, автор ряда научных трудов. Кроме того, оставил свой след в истории как драматург, поэт, либреттист

, композитор и музыкант.
Младший брат Ламберта Бидлоо (1638-1724), дядя Николаса Бидлоо, которые также посвятили свою жизнь медицине.

## Биография
Говерт Бидлоо родился в марте 1649 года в городе Амстердаме. Поступил во Франекерский университет и в 1682 году, по защите диссертации, получил там степень доктора медицины. 
Будучи профессором анатомии и хирургии в Гааге, он обратил на себя внимание английского короля и правителя Нидерландов (в то время Республика Соединённых провинций) Вильгельма III Оранского, и тот назначил его в 1660 году суперинтендентом всех госпиталей в Голландии. 
За осмеяние в остроумном памфлете должностных лиц Бидлоо попал в тюрьму, но благодаря покровительству короля был вскоре освобожден.
Одно время он занимал должность инспектора английских госпиталей, а с 1694 года вновь стал профессором в Лейденском университете. 
В 1701 году Говерт Бидлоо был призван к королевскому двору в Лондон, но после смерти Вильгельма снова вернулся в Лейден. 

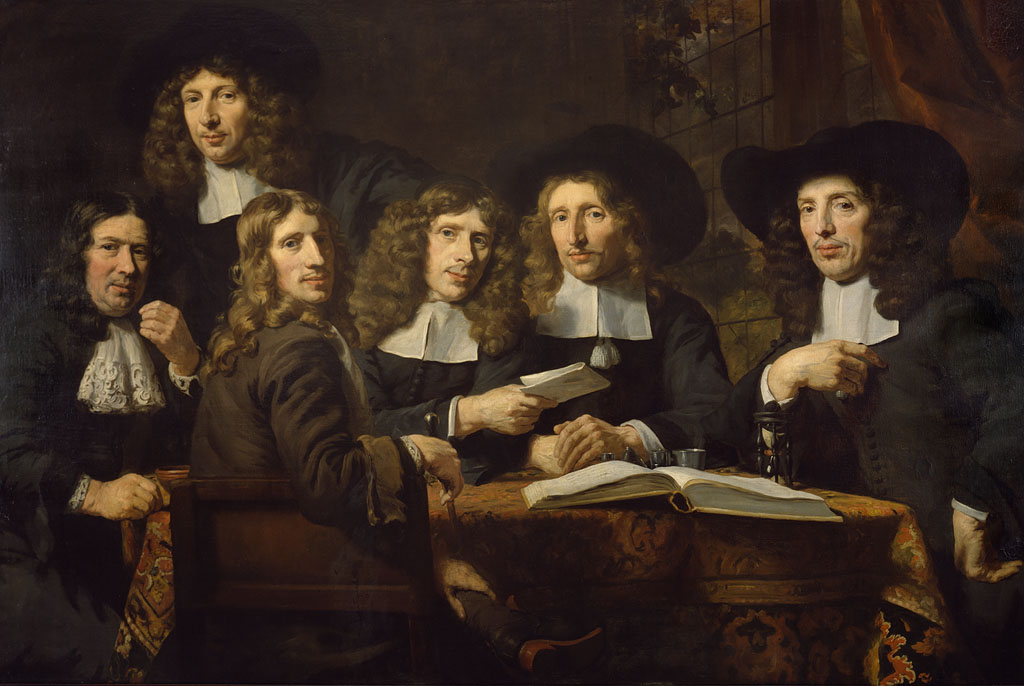
Художник Николас Мас: «Шесть членов Амстердамской гильдии хирургов», 1680. (Тридцатилетний Бидлоо сидит на переднем плане повернув голову; третий слева)

В 1685 году в Амстердаме Бидлоо опубликовал свой труд «Anatomia corporis humani 105 tabulis per artificiosissimum G. de Lairesse etc.», который довольно продолжительное время использовался как учебное пособие в Московской госпитальной школе. Некто В. Купер (Cowper) купил в Амстердаме 300 таких таблиц, переменил некоторые подписи, обозначил части рисунков буквами, изменил текст, правда, к лучшему, и издал книгу под своим именем. Бидлоо привлек его к ответственности за плагиат и написал на латинском языке: «G. Cowper criminis litterario citatus coram tribunali societatis Britanniae regiae» (Лейден, 1700). 
Зaтем последовали другие работы Бидлоо, среди которых наиболее известны: «De animalculis hepatis ovili epistola ad A. V. Leouwenhoeck» (Лейден, 1697) и «Exercitationum anatomico-chirurgicarum decades duae» (Лейден, 1708).
Говерт Бидлоо умер 30 марта 1713 года в Лейдене.